# Felsenstummelschwanz

Verbreitungsgebiet des Felsenstummelschwanzs

Der Felsenstummelschwanz (Piwauwau, Xenicus gilviventris) auch Felsschlüpfer ist eine Vogelart aus der Familie der Stummelschwänze (Acanthisittidae). Im englischen Sprachraum wird die Art auch als Rock Wren oder als South Island Wren bezeichnet, um sie von dem nicht verwandten Felsenzaunkönig (englisch: Rock Wren) aus Nordamerika zu unterscheiden.

## Verbreitung
Die Art ist in Neuseeland endemisch. Das Vorkommen beschränkt sich heute auf alpine Gebiete der Südinsel, Fossilienfunde belegen jedoch ein früheres Vorkommen auch auf der Nordinsel. Er ist die seltenere der beiden noch nicht ausgestorbenen Arten der Stummelschwänze und wird durch eingeführte Säuger bedroht. Als einzige überlebende Art der Gattung Xenicus nimmt man eine nahe Verwandtschaft mit dem früher weitverbreiteten Waldstummelschwanz an. Wie dieser und der Grünstummelschwanz ist er ein schlechter Flieger, der selten höher als 2 Meter oder weiter als 30 Meter fliegt.

## Beschreibung
Der Vogel erreicht eine Größe von 10 Zentimetern. Das Männchen ist oberseits mattgrün und hat gelbe Seiten. Die Bauchseite ist graubraun. Das Weibchen ist eher olivgrün gefärbt. Der Vogel hat lange Beine und einen dünnen, schwarzen Schnabel.

## Lebensweise
Er lebt am Boden und findet seine Nahrung in niedrigen Büschen, Geröll und Felsstürzen der alpinen Zone. Er zeigt ein typisches Verhalten, bei dem er heftig auf- und abwippt.